# Donodon
Donodon — вимерлий рід ссавців із формації Ксар Метлілі в Талсінті, Марокко, який датується пізньою юрою — ранньою крейдою (титонсько-берріаський період). Типовий вид D. prescriptoris був описаний у 1991 році палеонтологом Деніз Сігоньо-Расселл. Другий вид, D. minor, був названий у 2022 році. Донодон був членом Cladotheria, групи, яка включає теріанських ссавців (сумчастих і плацентарних) і деяких їхніх найближчих родичів. Він відрізнявся від дріолестид тим, що мав верхні моляри, які не були стиснуті мезіодистально. Деякі дослідження припускають, що він був тісно пов'язаний з різними південноамериканськими кладотеріями в кладі Meridiolestida, причому відзначається специфічна схожість з Mesungulatum, травоїдним месунгулатидом. З іншого боку, філогенетичний аналіз 2022 року виявив, що він лише віддалено пов’язаний з меридіолестіданами, а натомість ближче до теріан із коронної групи.